# Willeysthenelais diplocirrus
Willeysthenelais diplocirrus is een borstelworm uit de familie Sigalionidae. Het lichaam van de worm bestaat uit een kop, een cilindrisch, gesegmenteerd lichaam en een staartstukje. De kop bestaat uit een prostomium (gedeelte voor de mondopening) en een peristomium (gedeelte rond de mond) en draagt gepaarde aanhangsels (palpen, antennen en cirri).
Willeysthenelais diplocirrus werd in 1875 voor het eerst wetenschappelijk beschreven door Grube.